# Стажантите (сериал)
Стажантите (на руски: Интерны) е руски телевизионен сериал, комедия, създаден през 2010 г. Идеята за сериала принадлежи на Вячеслав Дусмухаметов, един от създателите на сериала „Универ“. Дусмухаметов е випускник на Челябинската държавна медицинска академия. Учението му в това заведение, а и последващата специализация по терапия и лекарска практика, стават източник на шеги и ситуации в самия сериал. По-късно новите серии се излъчват по канал 1+1 (Украйна).
Премиерата на сериала е на 29 март 2010 г. по канал ТНТ.

## Сюжет
Сериалът е посветен на работата на младите и неопитни стажанти, постоянно попадащи в смешни и нелепи ситуации. Те са ръководени от завеждащия терапевтичното отделение – доктор Биков, на когото помагат неговия приятел венерологът Купитман и сестрата Любов Михайловна. Сюжетът е основан на реална лекарска практика.

## Премиера на сериите
По канал ТНТ са излъчени 260 серии.

## Персонажи

### Лекари
- Андрей Евгениевич Биков (Иван Охлобыстин) – завеждащ терапевтичното отделение на болницата, в която се развива сюжета на сериала. Той е отличен специалист, но с доста неприятен характер, често ироничен и саркастичен. Влюбен е в главния лекар на болницата д-р Кисегач и се жени за нея в 179-и епизод. Има изключително негативно отношение към Глеб и постоянно му се кара за всевъзможни неща. В миналото си е имал връзка с Рита, а в него са били влюбени Вяра и Люба. Има дъщеря от първия си брак на име Алиса и син Иля от д-р Кисегач. Увлечен е по мотоциклетите и обожава видеоигрите. Най-добрият му приятел е д-р Иван Натанович Купитман – венеролог в същата болница и доста култов персонаж в сериала. Много внимателно се грижи за цвете, кръстено от него Игор и от време на време говори по телефона с астронавта Инокентий. Въпреки тежкия си характер и постоянното навикване на подчинените си Биков го е грижа за тях и много пъти помага на стажантите, когато имат наистина сериозни проблеми или са потиснати (например играе шах с Левин, който решава, че няма приятели). Много често им дава поучителни примери, макар и чрез своите си методи. След поредица скандали с Кисегач заминава с Купитман за Санкт Петербург, но след известно време тя отива при него да работи в отделението му.
- Анастасия Константиновна Кисегач (Светлана Камынина) – главен лекар на болницата. Опитна, решителна, макар и леко слабохарактерна и емоционална. Има двама синове – Глеб Романенко (един от стажантите) от първия си брак и Иля от д-р Биков. В любовния си живот е свързана с д-р Андрей Евгениевич Биков, за когото се омъжва в 179-и епизод. Двамата имат непрекъснати проблеми в комуникацията и в последния сезон преживяват тежки скандали заради несериозното отношение на Биков. Разделят се и Биков заминава за Питер, но след време Анастасия Константиновна също отива там, за да работи при него.
- Иван Натанович Купитман (Вадим Демчог) – лекар венеролог, завеждащ кожно-венерологическото отделение на болницата. Най-добрият му приятел е д-р Биков и с удоволствие му помага да се шегува и подиграва стажантите. Умен и хитър е и е голям привърженик на коняка, като има доста богата колекция от него в кабинета си. Обича охолния и хубав живот и не се притеснява да се възползва от възможността да има полза от пациентите си. Изключително докачлив е по повод коментари за неговото пиене, както и по повод възрастта му и външния му вид. В личния си живот е философ и неслучайно често колегите му се допитват за съвет от него. Бил е женен три пъти, но е имал безбройни връзки. Кандидат на медицинските науки е. От 4-ти сезон взема Фил в отделението си. Той е чичо на София. Отначало иска да я изгони, защото пред нея не може да живее своя „весел и установен начин на живот“, но после размисля. От 222-ри епизод тайно започва да се среща с Люба. Изключително много ревнува от Левин и се страхува Люба да не се върне при него. След като научава, че Биков ще замине за Питер решава да го последва и отива заедно с Люба, като ѝ обещава, че там ще се оженят.
- Тимур Борисович Алабаев (Азамат Мусагалиев) – нов лекар терапевт, който влиза в сериала от 229-и епизод. Преди това е работил в частна клиника. Хитър и изобретателен е и умее да се възползва от създали се възможности. Доста е сладкодумен и дружелюбен е, заради което е много харесван за приятел, но доста често именно със сладкодумието си става досаден (особено на Биков). Умее да съчинява невероятни измислени истории. Той е бивш съпруг на Полина, която се развежда с него заради многобройните лъжи на Алабаев. Тя има много лошо отношение към него, но после му дава втори шанс и за кратко са двойка. Разделят се, след като Поля го уличава в поредица от лъжи. След това Тимур решава да напусне болницата.

### Медицински сестри
- Маргарита Павловна Каральова (Юлия Назаренко-Благая) – старша медицинска сестра, назначена на мястото на Люба (в сериала от 150-и епизод). Доста опитна и доста тежи на мястото си, макар от време на време да си позволява някои своеволия. Бивша любовница на Биков. След завръщането на Люба продължава да работи в болницата. Има предимно сексуални отношения с Малцев, но после нещата неочаквано се задълбочават и двамата подготвят сватба.
- Любов Михайловна Скрябина (Светлана Пермякова) – старша медицинска сестра в терапевтичното отделение на болницата. Тя е опитна е в професията си, но много обича да клюкарства. Има силен характер и не позволява да ѝ се качват на главата, дори Биков се отнася с уважение към нея. В първи сезон има връзка със стажанта Борис Аркадиевич Левин. Много тъгува, когато Левин отива в САЩ. В 149-и епизод заминава за Америка при него за два месеца. От 4-ти сезон се завръща в сериала отново като старша медицинска сестра. Става ясно, че двамата с Левин са скъсали (по-късно се разбира, че е заради отношението му към нея по време на престоя в Щатите). От 222-ри епизод започва тайна връзка с д-р Купитман. Двамата са разкрити от Малцев, който пази тайната им, но впоследствие се разбира за тяхната връзка. В последния епизод Люба заминава с Биков и Купитман за Петербург, като Купитман ѝ обещава, че там ще се оженят.

### Стажанти

#### Първи състав
- Борис Аркадиевич Левин (Дмитрий Шаракоис) – завършил с отличие, доста убеден във възможностите си като лекар, определено арогантен. Има изключителни познания за теорията на медицината, но в извънредни ситуации губи почва под краката си. Среща се с Люба (от 5-и до 56-и епизод). В 56-и епизод заминава на стаж в САЩ в една от най-реномираните клиники в света – Принстън Плейнсборо (измислена клиника от сериала „Д-р Хаус“). Завръща се в сериала в 5-и сезон. Биков му поверява терапевтичното отделение, а след като заминава за Питер Левин става завеждащ на отделението.
- Варвара Николаевна Черноус (Кристина Асмус) – тя е единствената жена стажант в терапевтичното отделение до 161-ви епизод. Добросърдечна, но доста наивна. Праволинейна, идеалист, не обича несправедливостта и се бори срещу нея с всички средства. Самата тя доста често попада в трудни ситуации и става обект на лъжи пред колегите си. Тя изключително сериозно се отнася към задачите, които ѝ поставя д-р Биков, дори понякога прекалява с инициативността си. Има романтична връзка с колегата си стажант Глеб Романенко (от 17-и до 39-и и от 81-ви до 85-и епизод). От 3-ти сезон има връзка с Дейвид, а от 156-и епизод доброволно се премества в неговото хирургично отделение.
- Глеб Викторович Романенко (Иля Глинников) – син на главния лекар на болницата д-р Анастасия Кисегач – съответно недосегаем. Любител на заведения и клубове, женкар. Среща се с Варя Черноус (от 17-и до 39-и и от 81-ви до 85-и епизод), с дъщерята на д-р Биков – Алиса (от 58-и до 63-ти епизод), а от 4-ти сезон със София – племенницата на д-р Купитман, на която дори предлага брак. Има страхотно чувство за хумор. Най-добрият му приятел е Лобанов, на чиято дъщеря той е кръстник. В 179-и епизод Греб Романенко става лекар.
- Семьон Семьонович (в първите епизоди Робертович) Лобанов (Александър Илин) – той не е от най-умните стажанти, но с изключително самообладание в напрегнати ситуации. Първоначално е работил в бърза помощ. Алчен на тема пари и постоянно изпитва нужда от тях. Редовно изпада в дългове за пари и цигари. Бил е в казармата. Привърженик е на насилието за решаване на проблемите, избухлив и нетърпелив е. Разговаря с пациентите си предимно на „ти“. Женен е за Олга. Дори след развода си с нея остават приятели и продължават да се срещат. В 179-и епизод Семьон става лекар и му се ражда дъщеричка. От 4-ти сезон работи в приемното отделение. От 222-ри епизод заминава за месец със съпругата си в Италия.

### Стажанти, които се появяват по-късно
- Фил Ричардс (Один Байрон) – американец от Бостън, който идва по програмата за размяна на стажанти на мястото на Левин. Говори свободно руски език. Непознаването му на руската култура води до многобройни шеги и номера от страна на колегите му и Биков. Отгледан е от двама бащи хомосексуалисти, заради което отнася немалко шеги. Веднъж дори се съмнява дали самият той не е гей. В 179-а серия става лекар, а от 4-ти сезон започва да работи при Купитман. След като не е съгласен да плаща повишения от хазяйката му наем се мести да живее при Глеб. За кратко с тях живее и Лобанов. Първата му сериозна връзка е с Оля, което причинява временно влошаване на отношенията му с Лобанов. След като Глеб заживява със София, останалата без жилище Полина става съквартирантка на Фил. От 242-ра серия започва да се среща с журналистката Катя, с която заминава за Америка. Когато Фил се връща сам става ясно, че Катя се е запознала с бившата приятелка на Фил – Джесика и се е влюбила в нея. След раздялата Фил се сближава с Полина (която за втори път се е разделила с Тимур) и осъзнава, че я харесва. Двамата стават двойка след няколко „тактични“ опита на Лобанов да разбере, дали Поля също харесва Фил. След като Купитман напуска болницата Фил Ричардс става новият завеждащ на кожно-венерологическото отделение.
- Полина Сергеевна Улянова (Яна Гурянова) – упорита, донякъде нахална, нетактична и простовата. Когато моли Биков да я приеме за стажантка, той категорично отказва, но после я приема, защото тя успява да настрои всички останали срещу себе си. Общува с пациентите като с дългогодишни познати и често прави гафове, въпреки че има добри лекарски способности. Напуска след скандал с Биков, който е бесен, че тя мисли само за предстоящата ѝ сватба. Той обаче я приема обратно в 225-а серия, разбирайки, че се е развела. След като бившият ѝ мъж Тимур става лекар в болницата тя е отвратена, но после се събират. След като обаче му поставя капан и го уличава в поредица от лъжи, Поля го оставя отновно. Полина става съквартирантка с Фил, след като Глеб се настанява със София в бившето ѝ жилище. Тя и Фил имат някои проблеми със съжителството в началото, но после завързват силно приятелство, а накрая стават и двойка.

## Любопитни факти
В началото на 2015 година, актьорът Один Байрон (изпълняващ ролята на Фил) разкрива пред обществото, че е гей. Известният с крайните си възгледи Иван Охлобистин (играещ Биков) реагира, написвайки в Туитър „Биков никога не разбра, че Фил е извратеняк. А когато Охлобистин разбрал, че неговият приятел Один е содомит, си удрял главата в стената и проклинал съдбата“.
По молба на Байрон, сценарият на някои епизоди е бил преправен, защото за актьора някои от хомосексуалните шеги били обидни. Според режисьора на сериала Байрон на няколко пъти е имал намерение да напусне сериала.